# David Hay (1983)
David Hay (1983) è un ex calciatore francese neocaledoniano, di ruolo centrocampista.

## Carriera

### Nazionale
Ha debuttato in Nazionale il 12 marzo 2002, in Papua Nuova Guinea-Nuova Caledonia (4-1). Ha messo a segno le sue prime due reti con la maglia della Nazionale il 18 marzo 2002, in Samoa-Nuova Caledonia (0-5), siglando la rete del momentaneo 0-2 al minuto 41 e la rete del momentaneo 0-3 al minuto 69. Ha partecipato, con la Nazionale, alla Coppa d'Oceania 2002. Ha collezionato in totale, con la maglia della Nazionale, quattro presenze e due reti.

## Palmarès

### Club

#### Competizioni nazionali
- Campionato neocaledoniano di calcio: 6

Magenta: 2002-2003, 2003-2004, 2004-2005, 2007-2008, 2008-2009, 2009